# Руфати, Агрон
Агрон Руфати (макед. Агрон Руфати; 6 апреля 1998 года, Загреб, Хорватия) — хорватско-македонский футболист, защитник клуба «Академия Пандева».

## Клубная карьера
За «Истру 1961» дебютировал в матче против «Славена». Всего за клуб Агрон Руфати сыграл 29 матча, где забил 1 гол.
В 2020 году перешёл в луганскую «Зарю». За клуб дебютировал в матче против киевского «Динамо». Всего за «Зарю» сыграл 16 матчей, где отдал один голевой пас.
В 2022 году перешёл в «Академика Клинчени». За клуб дебютировал в матче против «Стяуа». Всего за клуб сыграл 13 матчей, где получил 6 жёлтых карточек.
4 января 2023 перешёл в «Академия Пандева». Дебют за клуб состоялся в матче против «Македония Джёрче Петров». Свой первый гол забил в ворота «Шкупи».

## Карьера в сборной
За молодёжные сборные Северной Македонии сыграл 21 матчей, где забил гол.